# سازمان رایش برای یهودیان در آلمان

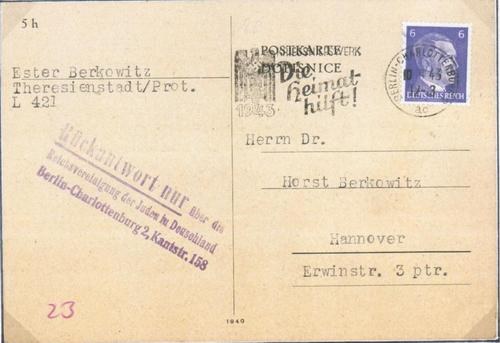
کارت پستال تایپی از استر برکوویتز از ترزین اشتات به تاریخ 14 مه 1943 به پسرش دکتر هورست برکوویتز در هانوفر، با مهر دستی "پاسخ فقط از طریق انجمن رایش یهودیان در آلمان"

گرفته بود. سازمان جدید نهادی اداری بود که با تغییر سریع قوانین ضدیهودی آلمان نازی که توسط اداره اصلی امنیت رایش اعمال می‌شدند، بیشتر در مورد هماهنگی و پشتیبانی از این قوانین و در نتیجه مهاجرت و اخراج اجباری مردم یهود فعالیت می‌کرد. وضعیت حقوقی سازمان جدید در ۴ ژوئیه ۱۹۳۹ بر پایه قوانین نورنبرگ تغییر یافت و توسط دهمین آیین‌نامه قانون شهروندی صادر شده توسط وزارت کشور رایش تعریف شد. انجمن عنوان قدیمی به اصطلاح Reichsvereinigung der Juden in Deutschland را تصاحب کرد، که نامی بود که «نمایندگی رایش برای یهودیان آلمانی» پیشتر از فوریه ۱۹۳۹ تا آن هنگام با آن فعالیت می‌کرد.
سازمان رایش جدید کارکنان، تأسیسات و ساختمان‌های نمایندگی رایش قدیمی را به خود اختصاص داد. اداره اصلی امنیت رایش سازمان رایش جدید را تحت نفوذ و کنترل خود قرار داد و خاخام لئو بئک را، که پیشتر به عنوان رئیس نمایندگی رایش قدیمی برگزیده شده بود، به عنوان رئیس سازمان جدید تأیید کرد. در پایان ۱۹۳۹، اداره اصلی امنیت آدولف آیشمن را به عنوان داور ویژه امور یهودیان (آلمانی: Sonderreferent für Judenangelegenheiten) منصوب کرد. آیشمن به دلیل اخراج ۵۰٬۰۰۰ اتریشی یهودی و اتریشی‌های غیر یهودی اما دارای‌تبار یهودی در سه ماه نخست پس از آنشلوس، به شهرت رسیده بود. بنابراین او مأمور شد تا آلمانی‌های یهودی و آلمانی‌های غیر یهودی با تبار یهودی را از مرزهای قدیمی رایش بیرون کند. نظارت محلی سازمان رایش برای یهودیان به شعب محلی گشتاپو سپرده شد.